# 马蒂尼翁
马蒂尼翁（法語：Matignon，法語發音：[matiɲɔ̃]）是法国阿摩尔滨海省的一个市镇，位于该省东北部，属于迪南区。

## 地理
马蒂尼翁（48°35'45"N, 2°17'30"W）面积14.53 平方千米，位于法国布列塔尼大區阿摩尔滨海省，该省份为法国西北部沿海省份，位于布列塔尼半岛北部，北濒大西洋英吉利海峡，西接菲尼斯泰尔省，南至莫尔比昂省，东临伊勒-维莱讷省。
与马蒂尼翁接壤的市镇（或旧市镇、城区）包括：普莱布勒、圣卡勒吉尔多、圣波唐。

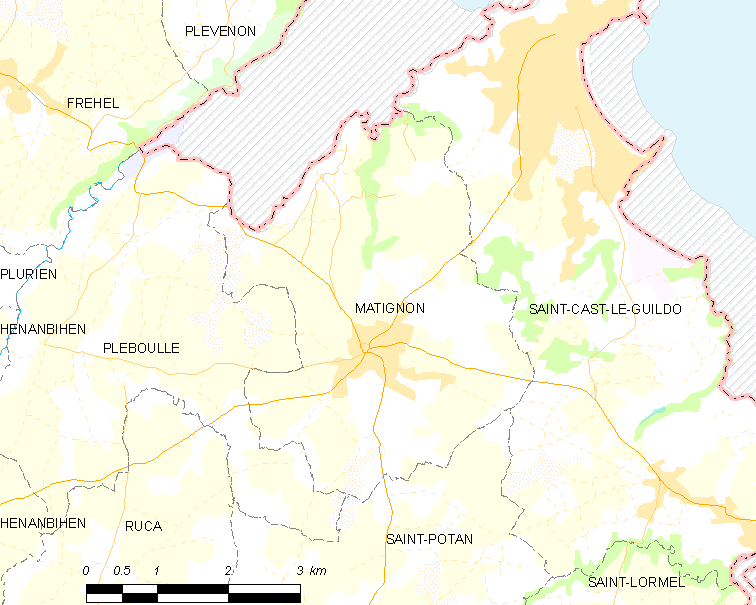
马蒂尼翁的OSM定位图

马蒂尼翁的时区为UTC+01:00、UTC+02:00（夏令时）。

## 行政
马蒂尼翁的邮政编码为22550，INSEE市镇编码为22143。

## 政治
马蒂尼翁所属的省级选区为普莱讷夫-瓦勒安德烈县。

## 人口

1962-2008年间马蒂尼翁人口变化图示

马蒂尼翁于2022年1月1日时的人口数量为1738人。